# 東臺神社
東臺神社（とうだいじんじゃ）は、愛媛県新居浜市にある神社である。旧社格は村社。
菊理比咩命（くくりひめのみこと）を主祭神とし、速玉之男命（はやたまのおのみこと）、事解之男命（ことさかのおのみこと）を配祀する。
神紋は十六菊。

## 由緒
社伝によれば「東台三所大権現は紀伊国熊野三所大権現と同体也」とある。鎮座年は未詳。浦渡神社とともに天正の陣にて社殿、宝物などが焼失した。
境内の狛犬は昭和52年4月7日に新居浜市により指定された石造美術である。

## 街並
神社は松山自動車道新居浜インターチェンジから国道11号新居浜バイパスを経由してすぐ。
樹齢千年以上の大楠、三百年以上の檜、樫、その他松、杉などが群生繁茂している。
夏祭（夏越祭）には地元自治会の奉納子供相撲大会が執り行われる。

## 年中行事
- 歳旦祭 1月1日（初詣）
- 年賀厄除け祈願祭 2月
- 夏祭り（夏越祭）7月（氏子子供奉納相撲大会）
- 秋季例大祭 10月16 - 18日
- 七五三詣 11月（浦渡神社で行う）
- その他、御祈祷御祈願を行っている。

## 境内・境外神社
境内神社は幸神社（こうじんじゃ・御食津神）を祀っている。
境外神社には荒神社（光明寺）がある。

## その他
毎年秋の新居浜太鼓祭り（10月16日 愛媛件神社庁- 18日）では、神社がある上部地区の太鼓台のうち東田太鼓台が平成20年より宮出・宮入に参加している。